# John Szarkowski
Thaddeus John Szarkowski (18. prosince 1925 – 7. července 2007) byl americký fotograf, kurátor, historik a kritik. V letech 1962 až 1991 byl ředitelem fotografického oddělení v Muzeu moderního umění v New Yorku (MoMA).

## Životopis
Narodil se a vyrůstal v městečku Wisconsin v Ashlandu a v jedenácti letech se začal zajímat o fotografování. Ve druhé světové válce sloužil v americké armádě, poté v roce 1947 absolvoval dějiny umění na University of Wisconsin–Madison. Pak začal svou kariéru jako fotograf v muzeu ve Walker Art Center v Minneapolis.
V této době působil jako umělecký fotograf, svou první samostatnou výstavu uskutečnil v uměleckém centru Walker Art v roce 1949. V roce 1954 Szarkowski získal první Guggenheimovo stipendium, které po dvou letech uzavřel knihou The Idea of Louis Sullivan. Louis Sullivan byl architekt a jedna z největších osobností chicagské školy architektury. V letech 1958 až 1962 Szarkowski pobýval na wisconsinském venkově, kde v roce 1961 dostal druhé Guggenheimovo stipendium, v rámci kterého filosoficky zkoumal divočinu a vztahy mezi lidmi a zemí.

## Muzeum moderního umění
Dne 1. července 1962 byl Szarkowski jmenován ředitelem oddělení fotografie Muzea moderního umění. Byl vybrán Edwardem Steichenem, aby se stal jeho nástupcem.
V roce 1973 publikoval Szarkowski Looking at Photographs, praktickou sadu příkladů, jak psát o fotografiích. Szarkowski také publikoval četné biografické knihy o fotografech. Společně s Marií Morris Hamburgovou napsali vyčerpávající čtyřdílné fotografické dílo o Atgetovi.
V knížce Mirrors and Windows: American Photography Since 1960 (1978) popsal fotografii jako dvě strategie piktoralistického vajadřování. Strategie Mirrors (Zrcadla) se zaměřuje na samoexpresivní fotografii a prvek Windows (Okna), ve kterém fotografové jako Diane Arbusová, Lee Friedlander, Henry Wessel nebo Garry Winogrand opouštějí svou komfortní zónu.
Učil na Harvardu, Yale a New York University a pokračoval v přednáškách a vyučování. Od roku 1983 do roku 1989 byl profesorem v rámci programu Andrew D. White Professors-at-Large na univerzitě.
V roce 1989 za svou publicistickou činnost získal ocenění Infinity Awards.
V roce 1990 U.S. News & World Report napsal: „Szarkowského myšlení, ať už to Američané vědí nebo ne, se stalo naším myšlením o fotografii“.
V roce 1991 odešel Szarkowski ze svého úřadu na MoMA, kde jej nahradil Peter Galassi, hlavní kurátor Joel a Anne Ehrenkranz katedry fotografie v Muzeu moderního umění.

## Výstavy kurátora Szarkowského
- 1963: The Photographer and the American Landscape. Muzeum moderního umění, New York.[9]
- 1964: Andre Kertesz. Muzeum moderního umění, New York.[10] Retrospektivní výstava.
- 1964: The Photographer's Eye. Muzeum moderního umění, New York.[11]
- 1965: The Photo Essay. Muzeum moderního umění, New York.[12]
- 1966: Dorthea Lange. Muzeum moderního umění, New York.[13] Retrospektivní výstava.
- 1967: Once Invisible. Muzeum moderního umění, New York.[14]
- 1967: New Documents. Muzeum moderního umění, New York.[15]
- 1968: Henri Cartier Bresson. Muzeum moderního umění, New York.[16] Retrospektivní výstava.
- 1968: Brassai. Muzeum moderního umění, New York.[17] Retrospektivní výstava.
- 1969: Bill Brandt.Muzeum moderního umění, New York.[18] Retrospektivní výstava.
- 1969: Eugene Atget. Muzeum moderního umění, New York.[19] Retrospektivní výstava.
- 1969: Garry Winorgrand: The Animals. Muzeum moderního umění, New York.[20]
- 1970: New Acquisitions. Muzeum moderního umění, New York.[21]
- 1970: Bruce Davidson: East 100th Street. Muzeum moderního umění, New York.[22]
- 1970: E.J. Bellocq: Storyville Portraits. Muzeum moderního umění, New York [23]
- 1971: Photographs by Walker Evans. Muzeum moderního umění, New York [24] Retrospektivní výstava.
- 1972: Diane Arbusová. Muzeum moderního umění, New York.[25] Retrospektivní výstava.
- 1990: Photography Until Now. Muzeum moderního umění, New York[26]
- 1995: Ansel Adams at 100. San Francisco Muzeum moderního umění, CA. Kurátor spolu se Sandrou S. Phillipsovou.

## Odchod do důchodu
Po odchodu do důchodu Szarkowski pracoval ve výborech několika fondů, které prodala korporace Dreyfus. Szarkowski se vrátil k vlastnímu fotografickému dílu, většinou se snažil představit ducha místa v americké krajině. V roce 2005 absolvoval několik významných samostatných výstav v USA. První retrospektiva jeho díla byla vystavena na MoMA počátkem roku 2006.
Szarkowski zemřel na komplikace po mrtvici 7. července 2007 v Pittsfieldu, Massachusetts, ve věku 81 let.

## Publikace

### Szarkowski jako kurátor
- „The Photographs of Jacques Henri Lartigue“, New York: Museum of Modern Art, 1963. ASIN B0018MX7JK
- The Animals, New York: Museum of Modern Art, 1969. ASIN B0006BWLBO
- E.J. Bellocq Storyville Portraits, New York: Little Brown & Co, 1970. ISBN 978-0870702501
- From the Picture Press, New York: Museum of Modern Art, 1973. ISBN 978-0870703348
- New Japanese Photography, New York: Museum of Modern Art, 1974. ISBN 978-0870705021
- William Eggelston's Guide, New York: Museum of Modern Art, 1976. ISBN 978-0262050180
- Callahan, New York: Museum of Modern Art; New York, Aperture, 1976. ISBN 978-0900406836
- Mirrors and Windows: American Photography since 1960, New York: Museum of Modern Art, 1978. ISBN 978-0870704765
- American Landscapes, New York: Museum of Modern Art, 1981. ISBN 978-0870702075
- Irving Penn, New York: Museum of Modern Art, 1984. ISBN 978-0870705625
- Winogrand: Figments from the Real World, New York: Museum of Modern Art, 1988. ISBN 978-0870706400
- Photography Until Now, New York: Museum of Modern Art, 1989. ISBN 978-0870705731
- Ansel Adams at 100, 2001. ISBN 978-0821225158

### Teorie fotografie Szarkowského
- The Photographer's Eye, New York: Museum of Modern Art, 1966. ISBN 978-0870705250
- Looking at Photographs., New York: Museum of Modern Art, 1973. ISBN 978-0-87070-515-1

### S příspěvky Szarkowského
- The Portfolios of Ansel Adams. New York: Bulfinch, 1977. ISBN 978-0821207239.
- Wright Morris: Origin of a Species. San Francisco: San Francisco Museum of Modern Art, 1992. ISBN 978-0918471246.
- Jan Groover: Photographs. New York: Bulfinch, 1993. ISBN 978-0821220061.
- Alfred Stieglitz at Lake George. New York: Museum of Modern Art, 1995. ASIN B00276L2CA.
- Bellocq: Photographs from Storyville, the Red-Light District of New Orleans. New York: Random House, 1996. ISBN 978-0679449751.
- A Maritime Album: 100 Photographs and Their Stories. New Haven: Yale University Press, 1997. ISBN 978-0300073423.
- Atget. New York: Callaway, 2000. ISBN 978-0935112566.
- Still Life: Irving Penn Photographs, 1938–2000. Thames & Hudson, 2001. ISBN 978-0500542484.
- Nature. Göttingen: Steidl; New York: Pace/MacGill, 2007. ISBN 978-3865214379.

### Obsahující Szarkowského fotografická díla
- The Idea of Louis Sullivan, Minneapolis: University of Minnesota Press, 1956. ASIN B0041LVXMS
- The Face of Minnesota, Minneapolis: University of Minnesota Press, 1958. ASIN: B0000CK4KY
- Mr. Bristol's Barn, Harry N Abrams, 1997. ISBN 978-0810942868
- John Szarkowski: Photographs. New York: Bulfinch, 2005. ISBN 9780821261989. Text by Sandra S. Phillips.

## Dokumenty o Szarkowském
- John Szarkowski: A Life in Photography (Checkerboard, 1998). 48-minute documentary on his life and work.
- Speaking of Art: John Szarkowski on John Szarkowski (Checkerboard, 2005). 60-minute film of a lecture in which he talks about his own photography.

## Výstavy Szarkowského fotografií
- 2005–2006: John Szarkowski: Photographs, San Francisco Museum of Modern Art, 5. února – 15. května 2005[29] pak přesunuta do Museum of Modern Art, New York, 1. února – 15. května 2006.[30]